# EniChem Fibre
L'EniChem Fibre S.p.A. è stata la controllata del gruppo EniChem operante nel settore della produzione di fibre sintetiche e di intermedi per materie plastiche.

## Storia

### Origini
Sorta come settore dell'Anic, che aprì lo stabilimento principale di Pisticci nel 1967, nacque ufficialmente nel 1984 a seguito della decisione dell'EniChem di creare società controllate per i rispettivi settori merceologici e produttivi. Fu una delle principali aziende italiane della sua categoria (insieme alla Montefibre); sviluppò nel tempo la produzione di determinate fibre sintetiche nonché di intermedi per materie plastiche quali l'acido tereftalico per il PET. Gli stabilimenti principali si trovavano appunto a Pisticci e ad Ottana.

### Il confluimento in Enimont
Nel 1988 l'EniChem conferirà le attività della controllata EniChem Fibre alla neonata società Enimont (joint-venture tra Eni e Montedison). In seguito allo scandalo e al fallimento di quest'ultima (1991), le attività ritorneranno interamente sotto il controllo dell'EniChem.

### L'incorporazione in EniChem Società di Partecipazioni
Il 1º gennaio 1996 l'EniChem Fibre venne infine incorporata in EniChem Società di Partecipazioni S.r.l. (quest'ultima incorporata poi, il 1º gennaio 1999, nella società EniChem S.p.A). A seguito del piano di riordino dell'azienda, nel luglio 1996, l'EniChem Società di Partecipazioni S.r.l. decise di uscire definitivamente dal settore delle tecnofibre, dopo diverse operazioni di vendita e scorporo di queste attività; cedette inoltre al gruppo Orlandi il controllo della Montefibre, a cui conferì inoltre lo stabilimento di Ottana (ex EniChem Fibre), specializzato nelle fibre acriliche.